# Stensjön (Femsjö socken, Småland)
Stensjön är en sjö i Hylte kommun i Småland och ingår i Nissans huvudavrinningsområde. Sjön har en area på 0,166 kvadratkilometer och ligger 153,3 meter över havet.

## Delavrinningsområde
Stensjön ingår i det delavrinningsområde (631108-135109) som SMHI kallar för Mynnar i Södra Färgen. Medelhöjden är 154 meter över havet och ytan är 25,63 kvadratkilometer. Räknas de 2 avrinningsområdena uppströms in blir den ackumulerade arean 35,1 kvadratkilometer. Finnån som avvattnar avrinningsområdet har biflödesordning 4, vilket innebär att vattnet flödar genom totalt 4 vattendrag innan det når havet efter 72 kilometer. Avrinningsområdet består mestadels av skog (72 %). Avrinningsområdet har 3,4 kvadratkilometer vattenytor vilket ger det en sjöprocent på 13,3 %.